# 미니모니
미니모니(일본어: ミニモニ。)는 헬로! 프로젝트에 소속된 일본의 여성 가수 그룹이다. 모닝구무스메。를 축소시킨 팀이라는 의미(Mini-Morning Musume)로 미니모니라는 이름을 붙였다. 만화의 캐릭터와 같은 기호적 의상(원색을 주로 하는 체크무늬와 미니스커트, 성조기 모양)과 유아적인 가사를 컨셉으로 하여, 일본의 어린이들에게 폭발적인 인기를 누렸던 그룹이다.
이 항에서는 커버 앨범「チャンプル①〜ハッピーマリッジソングカバー集〜」발매를 기회로 신미니모니(일본어: 新ミニモニ。)를 결성하였다.

## 멤버

### 제1기
- 야구치 마리 (리더)
- 쯔지 노조미
- 카고 아이
- 미카

### 제2기
- 미카 (리더)
- 쯔지 노조미
- 카고 아이
- 다카하시 아이

## 미니모니의 역사
2000년
- 6월 25일 방송의 제12회 하로! 모닝구。에서
  - 데빌 모닝구 (나카자와 유코, 이이다 카오리, 야스다 케이)
  - 엔젤 모닝구 (아베 나츠미, 요시자와 히토미, 이시카와 리카)
  - 영 모닝구 (야구치 마리, 쯔지 노조미, 카고 아이)

의 3조로 나뉘어 게임을 실시했다. 당시 이 영 모닝구 팀의 주장을 맡고 있던 야구치가 단신으로 구성된 영 모닝구 팀을 모델로 하여 새로운 유닛을 기획. 리더 야구치의 강력한 제안으로 "신장 150cm 이하"라는 조건의 그룹으로서 미니모니。가 결성되었다.
- 7월 31일~ 8월 4일,「모닝구무스메。의 배꼽」에서「新ユニット"ミニモニ。"を世の中に知らしめよ!」기획이 방송되었다.
- 8월 28일~ 9월 1일, 9월 18일~ 22일,「모닝구무스메。의 배꼽」에서「미니모니。정례회의」기획이 방송되었다.
- 10월,「하로! 모닝구。」에서 미니모니의 코너가 시작되었다. 국제화를 목표로 코코넛무스메。의 미카를 영입한다.

2001년
- 1월,「ミニモニ。ジャンケンぴょん!」으로 CD 데뷔해, 브레이크. 팬의 타겟을「모닝구무스메。」보다 아래의 연대인 초등학생 이하로 하여 만화, 애니메이션, 캐릭터 상품으로 대히트 했다. 일약 "일본의 10세 이하 아동이 있는 가정 중 미니모니 용품이 없는 곳이 없다."라는 분석을 만들어낼 만큼 대활약을 펼쳤다. 또한 극장판과 미니하무즈, 시무라 켄과의 유닛인 바보 영주와 미니모니 공주。등 매우 다양한 활동을 하였다.

2003년
- 3월 29일, 미니모니。의 라이브 콘서트에서 야구치 마리가 졸업하면서 다카하시 아이(신장 153cm)가 가입. 동시에 신장 150cm 이하의 멤버라는 공식이 깨졌다. 야구치의 후임으로 리더는 미카가 되었다.

2004년
- 1월, 쯔지 노조미, 카고 아이가 여름에 모닝구무스메。를 졸업하는 것이 발표되었지만, 이 시점에서는「쯔지·카고의 모닝구무스메。졸업 후도 미니모니。의 활동은 계속한다.」라고 발표되었다.
- 5월 2일, 미카가 음악 공부를 위한 미국 유학을 하기 위해 헬로! 프로젝트를 졸업했다. 이후, 미니모니。는 무기한 활동 정지가 되었다(층쿠가 "영구 결번"으로, 해산이 아닌 것을 강조하고 있다).

2007년
- 3월 27일, 소속 사무소로부터 흡연으로 징계처분을 받고도 또 다시 불상사를 일으킨 카고를 계약 해지. 이로 인해 헬로! 프로젝트를 탈퇴한다.
- 5월 8일, 쯔지가 결혼으로 모든 활동을 중지했다.

2009년
- 1월, 쯔지가 헬로! 프로젝트 결정! 하로☆프로 어워드 콘서트로 복귀했다.
- 3월 31일, 쯔지가 헬로! 프로젝트 졸업으로, 미니모니。전원 졸업했다.
- 4월, 헬로! 프로젝트의 공식 사이트의 리뉴얼에 수반해 아티스트 리스트로부터 미니모니。의 프로필의 링크가 소멸했다(프로필 자체는 존속).
- 4월 중순, 헬로! 프로젝트의 공식 사이트로부터 상세한 프로필이 소멸했다.

2018년
- 2월 12일, 테레비도쿄에서 방송된「모닝구무스메。20주년 기념 스페셜」에서 야구치 마리, 쯔지 노조미에 현역 멤버인 이시다 아유미, 요코야마 레이나를 더한 4명이서「ミニモニ。ジャンケンぴょん!」을 피로했다.

2021년
- 7월 4일, 니혼테레비에서 방송된「행렬이 서는 법률 상담소」에서 야구치 마리, 쯔지 노조미에 타키자와 카렌, 후와 양을 더한 4명이서「ミニモニ。ジャンケンぴょん!」을 피로했다.

2023년
- 9월 10일, Hello! Project 25th ANNIVERSARY CONCERT「ALL FOR ONE & ONE FOR ALL!」ACT I에서 야구치 마리, 쯔지 노조미, 마츠모토 와카나(안주루무), 요후 루노(츠바키팩토리)의 4명이서「ミニモニ。ジャンケンぴょん!」을 피로했다.

## 음반

### 싱글
1. ミニモニ。ジャンケンぴょん!／春夏秋冬だいすっき! (2001년 1월 17일)
  - 양 A면
    - 오리콘 싱글 차트 최고 1위
2. ミニモニ。テレフォン!リンリンリン／ミニモニ。バスガイド! (2001년 7월 12일)
  - 양 A면
    - 오리콘 싱글 차트 최고 1위
3. ミニモニ。ひなまつり!／ミニ。ストロベリ〜パイ (2002년 1월 30일)
  - 양 A면
    - 오리콘 싱글 차트 최고 2위
4. ロックンロ-ル縣廳所在地~ おぼえちゃいなシリ-ズ~ (2003년 4월 9일)
  - 커플링：おしゃべりすきやねん
    - 오리콘 싱글 차트 최고 7위
5. ミニモニ。数え歌〜お風呂ば〜じょん〜／ミニモニ。数え歌〜デートば〜じょん〜 (2003년 5월 14일)
  - 커플링：ミニモニ。ジャンケンぴょん! (2003年 ver)
    - 오리콘 싱글 차트 최고 9위
6. CRAZY ABOUT YOU (2003년 10월 16일)
  - 커플링：恋愛一周年
    - 오리콘 싱글 차트 최고 5위
7. ラッキーチャチャチャ! (2004년 4월 21일)
  - 커플링：笑顔のデート 最後のデート
    - 오리콘 싱글 차트 최고 6위

- 미니하무즈。

1. ミニハムずの愛の唄 (2001년 12월 5일)
  - 커플링：ミニハムずんたかたった!
    - 오리콘 싱글 차트 최고 3위
2. ミニハムずの結婚ソング (2002년 12월 4일)
  - 커플링：ミニハム汽車
    - 오리콘 싱글 차트 최고 10위

- 바보 영주와 미니모니 공주。(층쿠♂와 공동 프로듀스하는 시무라 켄과의 유닛)

1. アイ〜ン体操／アイ〜ン!ダンスの唄 (2002년 4월 24일)
  - 양 A면
    - 오리콘 싱글 차트 최고 3위

- 미니모니。와 다카하시 아이+4KIDS (미니모니。가입 전의 다카하시 아이와 헬로! 프로젝트 키즈와의 유닛)

1. 元気印の大盛りソング／お菓子つくっておっかすぃ〜 (2002년 11월 27일)
  - 양 A면, "お菓子つくっておっかすぃ〜"는 미니모니。명의
    - 오리콘 싱글 차트 최고 9위

- 미니하무즈。/푸딩 (아베 나츠미와 공동)

1. ミラクルルン グランプリン!／ピ〜ヒャラ小唄 (2003년 11월 19일)
  - 양 A면
    - 오리콘 싱글 차트 최고 22위

### 앨범
1. ミニモニ。ソング大百科1巻 (2002년 6월 26일)
2. ミニモニ。じゃムービー お菓子な大冒険! オリジナルサウンドトラック (2003년 2월 19일)
3. ミニモニ。ソングズ2 (2004년 2월 11일)

### DVD/VHS (싱글)
1. 비디오 ミニモニ。ジャンケンぴょん! (2001년 3월 14일)
2. 비디오 ミニモニ。テレフォン!リンリンリン／ミニモニ。バスガイド! (2001년 10월 24일)
3. 비디오 ミニモニ。ひなまつり!／ミニ。ストロベリ～パイ (2002년 3월 6일)
4. 싱글V ロックンロール県庁所在地～おぼえちゃいなシリーズ～ (2003년 5월 8일)
5. 싱글V ミニモニ。数え歌～お風呂ば～じょん～／ミニモニ。数え歌～デートば～じょん～ (2003년 6월 11일)
6. 싱글V CRAZY ABOUT YOU (2003년 11월 12일)
7. 싱글V ラッキーチャチャチャ! (2004년 4월 28일)

- 1. ミニモニ。シングルクリップス1 (2004년 2월 11일)
- 미니하무즈。

1. 비디오 ミニハムずの愛の唄 (2002년 2월 27일)
2. 싱글V ミニハムずの結婚ソング (2002년 12월 4일)

- 바보 영주와 미니모니 공주。

1. 싱글V アイ～ン体操／アイ～ン!ダンスの唄 (2002년 6월 5일)

- 미니모니。와 다카하시 아이+4KIDS

1. 싱글V 元気印の大盛りソング／お菓子つくっておっかすぃ～ (2002년 11월 27일)

- 미니하무즈。/푸딩

1. 싱글V ミラクルルン グランプリン!／ピ～ヒャラ小唄 (2003년 12월 26일)

### DVD/VHS (콘서트)
1. ミニモニ。スペシャルライブだぴょ～ん! (2003년 10월 29일)

### DVD (그 외)
1. ハロー!モーニング。 ミニモニ。ぴょ～ん星人&ゴマキペンギン物語 (2003년 5월 14일)
2. ミニモニ。じゃムービー お菓子な大冒険!（VHSも同時発売）(2003년 6월 18일)
3. ドラマ愛の詩 ミニモニ。でブレーメンの音楽隊 Vol.1 (2004년 4월 28일)
4. ドラマ愛の詩 ミニモニ。でブレーメンの音楽隊 Vol.2 (2004년 4월 28일)
5. ドラマ愛の詩 ミニモニ。でブレーメンの音楽隊 Vol.3 (2004년 4월 28일)
6. ハロー!モーニング。 ミニモニ。四休さん (2004년 6월 30일)
7. ハロー!モーニング。 ミニモニ。河童の花道 (2004년 6월 30일)

## 출연

### 텔레비전
- 오하스타 (테레비도쿄)
- 모닝구무스메。의 배꼽 (테레비도쿄)
  - 新ユニット"ミニモニ。"を世の中に知らしめよ! (2000년 7월 31일 ~ 8월 4일)
  - 미니모니。정례회의 (2000년 8월 28일 ~ 9월 1일, 9월 18일 ~ 22일)
- 하로! 모닝구。(테레비도쿄)
  - 미니모니。흩어집니다! (2000년 10월 15일 ~ 2001년 2월 18일)
  - 미니모니。세계조준 (2001년 6월 10일 ~ 8월 19일)
  - 미니모니。4성인 (2001년 10월 7일 ~ 2002년 9월 22일)
  - 미니모니。갓파의 하나미치 (2002년 10월 6일 ~ 2003년 9월 28일)
  - 미니모니。그치지 않아 (2003년 10월 5일 ~ 2004년 4월 25일)

### 텔레비전 애니메이션
- ミニモニ。やるのだぴょん (2001년 6월 4일 ~ 10월 26일)
- ミニモニ。じゃ てーびぃー (2003년 9얼 8일 ~ 9월 26일)

### 텔레비전 드라마
- 드라마 사랑의 시「미니모니。의 브레멘 음악대」(2004년 3월 6일 ~ 27일, NHK 교육 텔레비전)

### 영화
- 劇場版とっとこハム太郎 第1弾～第3弾 (2001 ~ 2003년)
- ミニモニ。じゃムービー お菓子な大冒険! (2002년)

## 신미니모니

### 멤버

#### 졸업 멤버
- 링링 (모닝구무스메。) (리더)
- 후쿠다 카논 (안주루무 (구.스마이레지))
- 미야모토 카린 (Juice=Juice)
- 타케우치 아카리 (안주루무 (구.스마이레지))

### 약력
2009년
- 5월 26일, 야구치 마리가 블로그에서「층쿠♂로부터, 신미니모니。를 만든다라는 메일을 받았다」라고 밝혔다.
- 5월 27일, 층쿠♂가 오피셜 블로그에서 신미니모니。결성을 발표하였다. 후보로서 후쿠다 카논의 참가를 분명히 했다. 쯔지 노조미도 블로그에서, 층쿠♂로부터, 신미니모니。결성의 메일을 받은 것을 밝혔다.
- 6월 3일, 층쿠♂가 블로그에서 신미니모니。의 후보 및 리더로서 링링의 참가를 분명히 했다.
- 7월 15일, 신미니모니。가 「チャンプル①〜ハッピーマリッジソングカバー集〜」에「てんとう虫のサンバ」의 커버로 참가. 타케우치 아카리, 미야모토 카린의 참가가 분명해진다.
- 7월 19일 ~ 8월 9일, 헬로! 프로젝트의 콘서트 투어「Hello! Project 2009 SUMMER 혁명원년 ~Hello! 챤푸루~」에서「ミニモニ。じゃんけんぴょん!」을 가창.
- 12월 2일,「プッチベスト10」발매.「ペン ペン 兄弟」를 수록.

2010년
- 1월 5일 ~ 24일, 헬로! 프로젝트의 콘서트 투어「Hello! Project 2010 WINTER 가초풍월 ~셔플데이트~」에 출연.「ペン ペン 兄弟」,「ミニ。ストロベリ〜パイ」를 피로했다.
- 7월 18일 ~ 8월 8일, 헬로! 프로젝트의 콘서트 투어「Hello! Project 2010 SUMMER ~판코라!~」에 출연.「げんき印の大盛りソング」(나고야 낮 공연),「ラッキーチャチャチャ!」(나카노 낮 공연)를 피로했다.
- 12월 15일, 링링이 모닝구무스메。와 헬로! 프로젝트를 졸업해, 신미니모니。로부터도 졸업.

2011년
- 1월 2일 ~ 23일, 헬로! 프로젝트의 콘서트 투어「Hello! Project 2011 WINTER ~환영 신선축제~」에 출연.「CRAZY ABOUT YOU」(A-1 공연),「ガタメキラ」(A-2 공연)를 피로했다.

2015년
- 11월 29일, 후쿠다 카논이 안주루무와 헬로! 프로젝트를 졸업해, 신미니모니。로부터도 졸업.

2020년
- 12월 10일, 미야모토 카린이 Juice=Juice와 헬로! 프로젝트를 졸업해, 신미니모니。로부터도 졸업.

2023년
- 6월 21일, 타케우치 아카리가 안주루무와 헬로! 프로젝트를 졸업해, 신미니모니。로부터도 졸업. 이로써 멤버 전원이 졸업한 상태이다.